# William E. Connolly
William E. Connolly (Flint, 6 gennaio 1938) è un politologo statunitense.

## Biografia
Professore titolare della cattedra Krieger-Eisenhower di scienze politiche alla Johns Hopkins University. I suoi lavori più noti toccano i temi della democrazia, della religione, del pluralismo e del naturalismo immanentista; Connolly è stato tra i primi ad applicare la filosofia postmoderna nello studio della teoria politica. Il suo libro più noto è "The Terms of Political Discourse" del 1974, considerato dagli addetti ai lavori uno dei capisaldi della teoria politica. Tra le sue opere ricordiamo anche: "Identity/Difference", "The Augustinian Imperative", "Why I am Not A Secularist", "Neuropolitics", "Capitalism and Christianity", "American Style". Insieme con il collega Richard E. Flathman, Connolly è considerato il fondatore della scuola di teoria politica hopkinsiana.

## Pubblicazioni
- Political Science and Ideology (1967)
- The Terms of Political Discourse (1974)
- The Politicized Economy (1976) (scritto con Michael H. Best)
- Appearance and Reality in Politics (1981)
- "Taylor, Foucault, and Otherness" Political Theory 13 (1985)
- Politics and Ambiguity (1987)
- Political Theory and Modernity (1988)
- Identity\Difference: Democratic Negotiations of Political Paradox (1991)
- The Augustinian Imperative: A Reflection on the Politics of Morality (1993)
- The Ethos of Pluralization (1995)
- Why I Am Not a Secularist (1999)
- "Speed, Concentric Cultures, and Cosmopolitanism" Political Theory 28 (2000)
- Neuropolitics: Thinking, Culture, Speed (2002)
- Pluralism (2005)
- "The Evangelical-Capitalist Resonance Machine" Political Theory 33 (2005)
- "Experience and Experiment" Daedalus: Journal of the American Academy of Arts and Sciences 135, no. 3 (2006)
- Capitalism and Christianity, American Style (Duke University Press, aprile 2008)